# Aleksander z Apamei
Aleksander z Apamei (Αλέξανδρος Απάμειας; IV/V wiek) – metropolita prowincji Syria Secunda. Uczestnik Soboru Efeskiego w 431 roku; autor Listu do Aleksandra z Hierapolis (pismo zachowało się jedynie w wersji łacińskiej).